# Heinkel He 70
Heinkel He 70 Blitz – niemiecki samolot kurierski i rozpoznawczy z okresu II wojny światowej.

## Historia
Pod koniec lat dwudziestych właściciele niemieckich linii lotniczych Deutsche Lufthansa zwrócili się do niemieckich wytwórni lotniczych o zbudowanie samolotu komunikacyjnego o parametrach zbliżonych do amerykańskiego samolotu Lockheed 9 Orion, który użytkowały szwajcarskie linie lotnicze Swissair. Miało to zwiększyć możliwości niemieckiej linii lotniczej w Europie.
Projekt takiego samolotu opracował w 1931 roku inż. Ernst Heinkel z zakładów Ernst Heinkel-Flugzeugwerke A.G., miał to być dolnopłat z silnikiem rzędowym BMW Hornet o mocy 575 KM (423 kW). Na wiosnę 1932 roku opracowano nowszy i o lepszych osiągach samolot, który oznaczono jako Heinkel He 70. Samolot ten był napędzany silnikiem rzędowym BMW VI 6,0 o mocy 637 KM (469 kW).
Pierwszy prototyp tego samolotu oznaczony He 70a został zbudowany pod koniec listopada 1932 roku i został oblatany w dniu 1 grudnia 1932 roku. Drugi prototyp oznaczony He 70b z dwuosobową załogą i z miejscami dla 4 pasażerów ukończono w lutym 1933 roku. Na tym prototypie pilot kpt. Untuckt osiągnął rekord prędkości lotu – 357 km/h z obciążeniem 500 i 1000 kg. Prędkość ta przewyższała ówczesne samoloty myśliwskie, w związku z czym w 1933 roku opracowano kolejny prototyp, oznaczony jako He 70c, z otwartym stanowiskiem ruchomego karabinu maszynowego na grzbiecie kadłuba, jako konstrukcję wyjściową dla wersji lekkiego samolotu bombowego oraz wersji kurierskiej i rozpoznawczej. 
W 1934 roku zbudowano dla Lufthansy prototyp He 70d z silnikiem BMW VI 7,3 oraz dla Luftwaffe prototyp He 70e lekkiego bombowca z tym samym silnikiem.
Samolot pasażerski Heinkel He 70A budowany seryjnie dla potrzeb Lufthansy rozpoczął regularne loty pasażerskie 15 czerwca 1934 roku. Rozpoczęto także budowę kolejnych wersji dla Lufthansy – He 70D (zbudowano 12 egzemplarzy) i He 70G. Jeden z samolotów wersji He 70G został sprzedany do Wielkiej Brytanii, a do jego napędu użyto silnika rzędowego Rols-Royce Kestrel V.
Natomiast dla Luftwaffe rozpoczęto produkcję w 1934 roku wersji:
- He 70E – lekkiego bombowca, który zabierał w komorze bombowej w kadłubie 6 bomb o masie 50 kg każda lub 30 bomb o masie 10 kg każda
- He 70F – samolotu kurierskiego i rozpoznawczego z czterema miejscami dla kurierów i jednym miejscem dla strzelca pokładowego

Produkcję samolotów Heinkel He 70 zakończono w 1938 roku, łącznie wyprodukowano 304 samoloty tego typu wszystkich wersji, z tego 28 samolotów cywilnych. W trakcie prac rozwojowych opracowano, w oparciu o produkowany na Węgrzech silnik Gnome-Rhone 14K Mistral-Mayor, samolot oznaczony jako He 170. Seryjne samoloty He 170A wykorzystywało lotnictwo węgierskie podczas II wojny światowej.

## Użycie w lotnictwie
Samoloty Heinkel He 70 od 1934 roku były użytkowane przez niemieckie linie lotnicze Lufthansa jako samoloty pasażerskie i pocztowe. Część tych samolotów później została przejęta przez Luftwaffe.
W niemieckim lotnictwie wojskowym samoloty te były użytkowane od 1935 roku. Pod koniec 1936 roku 18 samolotów Heinkel He 70F-2 otrzymał Legion Condor biorący udział w hiszpańskiej wojnie domowej po stronie frankistów. 
W latach następnych samolot ten był jednak wycofywany z użycia w jednostkach liniowych, wobec pojawienia się nowszych typów samolotów. Po wybuchu II wojny światowej samoloty te przeniesiono do pomocniczych eskadr kurierskich, gdzie eksploatowano je do momentu zużycia.

## Konstrukcja
Samolot Heinkel He 70F był dwumiejscowym samolotem kurierskim i rozpoznawczym, zabierającym 4 pasażerów. Dolnopłat o konstrukcji mieszanej. Podwozie klasyczne chowane w locie. Napęd stanowił 1 silnik rzędowy 12-cylindrowy BMW VI 7,3Z o mocy 750 KM (552 kW). Śmigło dwułopatowe, metalowe.